# Gara Piatra Neamț
Gara din Piatra Neamț este principala gară feroviară din reședința județului Neamț.

## Istoric
La Piatra Neamț, prima linie ferată a fost construită pentru a lega orașul de Bacău în baza legii din 15 mai 1882 și a fost pusă în circulație în 15 octombrie 1885, prima gară a orașului fiind numită actual Gara Veche (situată în cartierul cu același nume). Clădirea Gării Vechi a fost ridicată după ce în 1893 se terminase normalizarea liniei Bacău - Piatra Neamț. Inițial, calea ferată a fost construită cu ecartament de 1.000 mm, iar clădirea de călători – inaugurată la 15 februarie 1885, a fost de tipul terminus. Aducerea liniei la un ecartament normal de 1.456 mm a fost realizată de antrepriza inginerului I. Bacalu din Piatra Neamț, iar lucrările au fost conduse de către inginerul Romulus Băiulescu.
Actuala gară Piatra Neamț a fost inaugurată pe 2 octombrie 1913 și este monument turistic și istoric NT-II-m-B-10564, fiind opera antreprenorului italian Carol Zane, cel care a ridicat și alte construcții în oraș: Teatrul Tineretului, Biserica Precista, Muzeul de Artă și actualul sediu al Muzeului Cucuteni.
În noaptea de 21 spre 22 iunie 1941 Mareșalul Ion Antonescu – pe atunci general, în prezența generalului comandant al Armatei 11 germane Ritter von Schobert și a altor generali și ofițeri superiori români și germani, în trenul Patria din gara Piatra Neamț – unde se afla Marele Cartier General, a rostit ordinul: Ostași, Vă ordon: Treceți Prutul! (cu care a început campania pentru dezrobirea Basarabiei și a Bucovinei de Nord din cel de-al Doilea Război Mondial).
Regizorul Francis Ford Coppola a filmat aici câteva secvențe din filmul Tinerețe fără tinerețe (Youth Without Youth), care a avut premiera în anul 2007.

## Mersul trenurilor
Din gara Piatra Neamț vin și pleacă în fiecare zi, 8 trenuri Regio pe ruta Piatra Neamț - Bacău și retur, 4 trenuri Regio pe ruta Bicaz - Bacau și retur, un tren Inter Regio Piatra Neamț - București Nord (atașare la un tren Suceava - București Nord în Bacău) și un tren Regio Express Bicaz - București Nord (atașat la un tren Suceava - București Nord în Bacău).